# ALAS (ракета)
ALAS (енгл. Advanced Light Attack System) је српски ракетни систем кога развија приватна компанија ЕДеПро а спонзорише га Југоимпорт-СДПР.
АЛАС представља најамбициознији развојни пројекат српске војне индустрије у техничко-технолошком смислу. То је противоклопни/вишенаменски ракетни систем великог домета са принципом вођења без непосредног визуелног контакта са циљем. Идеја је проистекла из дугогодишњег искуства у инжењерингу ваздухопловних и ракетних система, а прати и тренд у области беспилотних система различитих намена.
Светска презентација ракетног система АЛАС била је на изложби војне опреме IDEX 2007. у Абу Дабију. Тренутно је систем у припремној фази предсеријске производне у две верзије са ИЦ и ТВ главом.

## Намена
Намењен је за дејство по широком спектру непријатељских циљева, као што су тенкови, борбена возила пешадије, пољска утврђења, командна места, инфраструктурни објекти, бродови на мору и приобаљу, индустријски објекти, нисколетећи хеликоптери и др. Међутим, оно што га издваја је изузетан ниво прецизности, остварен захваљујући уградњи ТВ или ИЦ главе за самонавођење, која ракету АЛАС претвара у неку врсту „ракетног снајпера“.
Велика предност овог ракетног система је што он није везан за једну врсту платформе. Могуће га је лансирати са бродова, различитих врста гусеничних и точкастих платформи, али и са стационарних лансера па чак и хеликоптера. АЛАС ракетни систем се састоји од вођене ракете, лансера и командног места. Ракета је изведена у аеродинамичкој шеми „патка“, погоњена турбомлазним мотором потиска 40 daN, са ТВ (опционом ИЦ) главом за самонавођење.
Максимални домет јој је 25 km, са могућношћу даљег повећања до 60 километара.

## Вођење
Вођење је комбиновано — на средњем делу трајекторије вођење се остварује помоћу инерцијалне платформе која ракету води у очекивану зону у којој се налази циљ (прорачунату на основу података добијених од извиђачких платформи), а након доласка у зону циља, примарни сензор постаје глава за самонавођење и шаље слику циља до командног места посредством оптичког кабла, који се одмотава до задњег дела ракете, а пропусна моћ оптичког кабла је 200 Mbit/s. Слика се преноси до командног места, где се након адекватне обраде приказује на специјализованим приказивачима, омогућавајући на тај начин операторима да изаберу оптималну ударну тачку, или да ракету преусмере на други циљ, односно самоуништење, уколико тактичка ситуација то налаже.
Исти медијум, тј. оптички кабл, користи се и за пренос команди на ракету. Ово решење нуди предности попут — оператор се стално налази у петљи вођења, односно човек је а не машина финална инстанца која одлучује о нападу на циљ или одустајању од напада. На овај начин смањује се опасност колатералне штете.

## Бојева глава
Концепт бојеве главе је модуларног типа: кумулативна, тандем-кумулативна и разорном бојевом главом парчадног дејства. Пробојност кумулативне бојне главе прелази 800 mm ваљаног хомогеног оклопа иза кутије експлозивног реактивног оклопа. Вођење ракете по оптичком каблу омогућава гађање циљева са којима не постоји директна линија визирања - циљева у заклоњеном положају, чиме се повећава борбена жилавост лансера и командног места захваљујући немогућности непријатеља да у кратком периоду одреди положај ракетног лансера.

## Начин лансирања и проналажење циља
Ракета се лансира под елевационим углом не мањим од 60 степени, уз помоћ два ракетна мотора на чврсто гориво, који обезбеђују довољан потисак да савлада висину не мању од 300 метара, након чега ракета прелази у хоризонтални лет на коме је погоњена турбомлазним мотором мунгос, потиска 40 daN. Мотор се налази у средњем делу трупа ракете и напаја се ваздухом из два усисника смештена симетрично у односу на осу. Ради се о конвенционалном типу мотора, са аксијалним компресором, комором за сагоревање и једностепеном аксијалном турбином. На маневарском делу трајекторије, турбомлазни мотор мунгос обезбеђује максималну брзину до 180 m/s уз максимални домет од 25 километара.
Ракета се може програмирати да лети по унапред задатој трајекторији, са дефинисаним координатама контролних тачака, уз могућност укључивања главе за самонавођење ради откривања потенцијалних циљева. У таквим мисијама, ракетни систем АЛАС се трансформише у извиђачко-ракетни систем који има изузетну способност брзог реаговања ради уништења циља. По доласку у зону очекиваног распореда циља, активира се глава за самонавођење која је смештена на двоосни жиростабилној платформи чиме је осигуран висок ниво квалитета слике коју оператер види на екрану. За управљање платформом користе се ДЦ мотори (мотори једносмерне струје) управљани PWM сигналима које генерише микроконтролер.
Када оператор изабере циљ, ракета прелази у фазу напада, обрушавајући се на изабрану тачку. Након реализованог напада, уколико није компромитован положај лансера, посада може започети напад на нови циљ.
Земаљска компонента ракетног система АЛАС, коју опслужују двојца војника, обухвата командно место и лансер ракета, а они, могу бити постављени на различитим платформама.

## Производња и унапређења

### Производња
На сајму наоружања и војне технике “Итекс” у Абу Дабију 2017. године најављена је могућност скоријег почетка производње овог система. Инжињери предузећа Југоимпорт-СДПР и приватне домаће компаније ЕДеПро успешно су завршили са тестирањима ракете “алас”.Завршена је верификација прототипа, а следећи корак биће монтажа бојеве главе и завршна испитивања.Систем“алас” претходних неколико месеци био је испитиван на војном полигону у Никинцима. У колико ракета положи све задатке, ускоро ће се наћи у серијској производњи.

### Унапређења
Најбитније модификације које су изведене на последњој верзији ракете тичу се уградње делова који су побољшали стабилност приликом навођења. Уклоњен је стари уводник ваздуха и замењен решетком која служи за спречавање уласка већих честица. Све то осигурава аеродинамичнију површину него што је био случај у претходним верзијама. Побољшан је капацитет резервоара, чиме је “аласу” продужен домет, а ракета је тестирана у опсегу температура од -30 до +70 степени.
Ова ракета окосница је војне сарадње Србије и УАЕ. Споразумом између између ове две државе из 2013. године Емирати су преузели финансирање завршетка развоја овог система. У финалној фази, у њега би требало да буде уложено 220 милиона долара. Тим новцем плаћена су истраживања, набавка опреме и серијска производња ракета, које би требало да се нађу у оружаним снагама УАЕ.
Максимални домет ракете је 25 километара, с тим што је предвиђено и повећање путање до 60 километара.